# Raúl Rojas

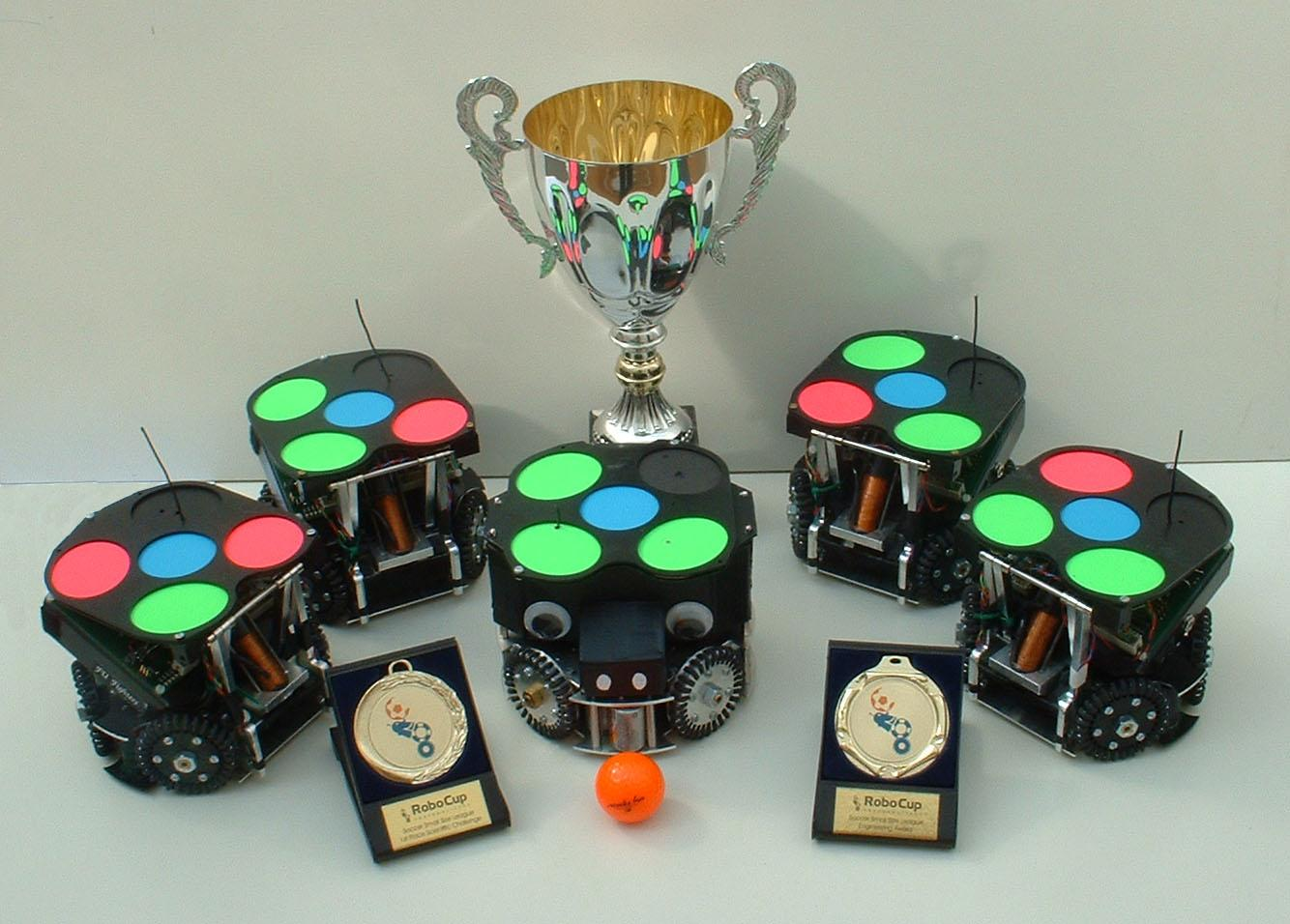
FU-Fighters, World Champion 2004, 2005: Trophäen und die fußballspielenden Roboter

Raúl Rojas González (* 25. Juni 1955 in Mexiko-Stadt) ist emeritierter Professor für Informatik an der Freien Universität Berlin (FU Berlin) mit Spezialgebiet künstliche neuronale Netze.
Bekannt geworden ist Raúl Rojas unter anderem durch den internationalen Erfolg, den er mit seinen Fußball spielenden Robotern, den FU-Fighters, errang.
Seit 2015 lehrt er an der University of Nevada, Reno.

## Leben
Nach seiner von Elmar Altvater betreuten sozialwissenschaftlichen Promotion an der FU Berlin erhielt er dort auch seine Habilitation in Informatik im Jahre 1993. Anschließend übernahm er eine Professur für Künstliche Intelligenz an der Martin-Luther-Universität Halle-Wittenberg von 1994 bis 1997. Im Jahr 1996 erhielt er die deutsche Staatsbürgerschaft. Seit 1997 lehrt Raúl Rojas an der FU Berlin. Dort wurde er mit dem ersten Wolfgang von Kempelen-Preis für Informatikgeschichte ausgezeichnet. Gemeinsam mit seinem Team erhielt er den Preis für seine Arbeiten über Konrad Zuse und die Geschichte des Computers. Hauptsächlich ausschlaggebend für den Preis war die Rekonstruktion der Rechenmaschine Zuse Z3 und des Plankalküls, der Programmiersprache des Computererfinders Zuse, sowie die kreative Verwendung von Informationstechnologie im Dienste der Informatikgeschichte.
2007 arbeitete Rojas mit einem Forscherteam der FU Berlin an einem automatisch gesteuerten Pkw, dessen fahrerloser Prototyp den Namen „Spirit of Berlin“ trägt.
2010 bewarb er sich neben Peter-André Alt und Christiane Lemke für das Amt des Präsidenten der Freien Universität Berlin, zog seine Kandidatur jedoch Ende März 2010 wieder zurück.
Rojas ist auch als Seniorprofessor an der German University of Digital Science tätig.
Seine Frau Margarita Esponda Argüero ist ebenfalls Professorin an der Freien Universität Berlin. Sie haben eine gemeinsame Tochter.

## Auszeichnungen
- 2001: Gründerpreis Multimedia des Bundesministeriums für Wirtschaft und Technologie
- 2002: European Academic Software Award
- 2004 und 2005: Weltmeister im Roboter-Fußball mit den FU-Fighters
- 2005: Wolfgang von Kempelen Preis für Informatikgeschichte
- 2014: Tony Sale Award für Geschichte der Informatik
- 2015: Hochschullehrer des Jahres
- 2015: Premio Nacional de Ciencias (Mexiko)[4]
- 2018: Ruy Perez Tamayo-Preis vom Kulturfond Mexiko für das Buch El Lenguaje de las Matemáticas: Historias de sus Símbolos

## Werke
- Das unvollendete Projekt - Zur Entstehungsgeschichte von Marx' Kapital. In: Edition Philosophie und Sozialwissenschaften. Band 14. Argument, Berlin 1989, ISBN 3-88619-614-3 (Raúl Rojas, Zur Entstehungsgeschichte der Kritik der Politischen Ökonomie FU Berlin, Dissertation, 1988).
- Neural Networks - A Systematic Introduction. Springer, Berlin 1996, ISBN 3-540-60505-3 (fu-berlin.de [PDF; 4,6 MB]).
- Die Rechenmaschinen von Konrad Zuse. Springer, 1998, ISBN 3-540-63461-4.
- mit Ulf Hashagen: The First Computers. MIT Press, Cambridge 2000, ISBN 0-262-68137-4.
- Encyclopedia of Computers and Computer History. Fitzroy Dearborn, Chicago 2001, ISBN 1-57958-235-4.
- Denken in Hardware - IBM, der kognitive Chip und die Sehnsucht nach dem elektronischen Gehirn. In: c’t. 2012 (heise.de).
- Konrad Zuse's Early Computers: The Quest for the Computer in Germany (History of Computing). Springer, Heidelberg 2023, ISBN 978-3-03-139875-9.
- Matemáticas Electorales sin Fórmulas. vividus Wissenschaftsverlag, Berlin 2024, ISBN 978-3-949667-08-4.
- The Language of Mathematics: The Stories behind the Symbols. Princeton: Princeton University Press, 2025.